# Садина
Са́дина (болг. Садина) — село в Тирговиштській області Болгарії. Входить до складу общини Попово.

## Населення
За даними перепису населення 2011 року у селі проживали 994 особи, з них 965 осіб (99,6%) — болгари.
Розподіл населення за віком у 2011 році:
Динаміка населення: